# Саша Дістель
Саша́ Дісте́ль (фр. Sacha Distel, повне ім'я — Александр Дістель, фр. Alexandre Distel; *29 січня 1933, Париж — †22 липня 2004, Реоль-Канадель-сюр-Мер) — французький співак, гітарист, композитор, актор.
Народився в єврейській родині. Його батько, інженер-хімік Леонід (Йона Лео) Дістель (1894—1970), був українським євреєм з Одеси; мати — Андрея Вентура (1902, Константинополь — 1965, Париж) — була піаністкою сефардського походження й сестрою диригента Рея Вентури. Під час німецької окупації Парижа мати була заарештована й депортована до концентраційного табору, а батько переховувався під підробленими документами, тому Сашу передали на виховання у католицьку родину. Після звільнення міста він возз'єднався з батьками.
Здобув популярність у 1950-х. У 1960-х був ведучим власного шоу-вар'єте «Sacha Show». Названий найкращим гітаристом критиками журналу Jazz Hot. Нагороджений Орденом Почесного Легіону. Племінник Рея Вентура.
Найвідоміші пісні;
- Scoubidou (des pommes, des poires)
- La Belle vie (The good life)
- Le Soleil de ma vie (дует із Бріжіт Бардо)
- Toute la pluie tombe sur moi
- Le Bateau blanc
- L'incendie à Rio
- Rebecca et moi
- Les Perroquets
- Y en a qui font ça
- La Petite puce
- Monsieur Cannibale
- Elles sont fûtées
- Ces mots stupides
- Scandale dans la famille
- Ma première guitare